# Wladimir Nikolajewitsch Toporow

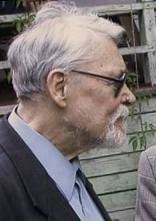
Wladimir Toporow

Wladimir Nikolajewitsch Toporow (russisch Влади́мир Никола́евич Топоро́в; * 5. Juli 1928 in Moskau; † 5. Dezember 2005 ebenda) war ein russischer Sprach-, Literatur- und Religionswissenschaftler. Er zählte als Kultursemiotiker zu den Begründern der Moskau-Tartu-Schule. Er prägte 1984 den Begriff des Petersburger Texts in der russischen Literatur.

## Leben
Nach Studium und Aspirantur an der Philologischen Fakultät der Moskauer Staatlichen Universität (MGU) war er von 1961 bis 2005 Leiter des dortigen Instituts für Slawistik und Balkanistik. Ab 1992 war er zudem an der Russischen Staatlichen Geisteswissenschaftlichen Universität (RGGU) tätig. Ab 1990 war er Mitglied der Academia Europaea und ab 1991 Mitglied der Russischen Akademie der Wissenschaften.
Seine Arbeitsgebiete waren vor allem die vergleichende historische Sprachwissenschaft mit Schwerpunkt auf Indogermanistik, Slawistik, Baltistik, außerdem die Semiotik, Struktur von Texten, insbesondere auch in der Poesie, weiterhin die Religionsgeschichte und Mythologie.
Den ihm 1990 verliehenen Staatspreis gab er angesichts der Januarereignisse in Litauen 1991 zurück. Toporow war u. a. Träger des Solschenizyn-Preises. Die Universität Vilnius verlieh ihm die Ehrendoktorwürde.
Er war mit der Indologin Tatjana Jelisarenkowa verheiratet.

## Werke

### Monografien
- Sanskrit. — Moskva: Izd-vo vost. lit-ry, 1960. — 134 s. — 1300 ekz. — (Seriya: «Yazyki zarubezhnogo Vostoka i Afriki»), mit Wjatscheslaw Iwanow
- Lokativ v slavyanskikh yazykakh. — M.: Izdatel'stvo AN SSSR, 1961. – 380 S.
  - Der Lokativ in den slawischen Sprachen
- Lingvisticheskii analiz gidronimov Verkhnego Podneprov'ya. — M.: Izdatel'stvo AN SSSR, 1962. — 271 S., karty, mit O. N. Trubachev.
  - Linguistische Analyse der Hydronyme des oberen Dnjepr-Gebiets
- Yazyk pali. — Moskva: Nauka, 1965. — 248 s. — 1200 ekz. (Seriya: «Yazyki narodov Azii i Afriki»). — 2-e izd., dop. M.: Vost.lit. 2003, mit T. Ya. Elizarenkov
  - Die Sprache Pali
- Slavyanskie yazykovye modeliruyushchie semioticheskie sistemy: Drevnii period. — Moskva: Nauka, 1965. — 46 S., mit V. V. Ivanov
  - Slawische sprachmodellierende semiotische Systeme. Die antike Periode
- Issledovaniya v oblasti slavyanskikh drevnostei: Leksicheskie i frazeologicheskie voprosy rekonstruktsii tekstov. — Moskva: Nauka, 1974. — 342 S., mit V. V. Ivanov
  - Forschungen im Bereich des slawischen Altertums: Lexikalische und phraseologische Fragen der Textrekonstruktion
- Prusskii yazyk (t. 1–5, 1975–1989, unvollendet)
  - Die prußische Sprache
- Akhmatova i Blok: (K probleme postroeniya poeticheskogo dialoga: «blokovskii» tekst Akhmatovoi). Berkeley, 1981. 203 p.
  - Achmatowa und Blok (zum Problem der Konstruktion eines poetischen Dialogs: Der Blok-Text von Achmatowa)
- Neomifologizm v russkoi literature nachala XX veka: Roman A. A. Kondrat'eva «Na beregakh Yaryni» / V. N. Toporov. — Trento: Vevzlin, 1990. — 326 s. — (Eurasiatica: Quaderni del Dip. di studi eurasiatici / Univ. degli studi di Venezia).
  - Der Neomythologismus in der russischen Literatur am Beginn des 20. Jahrhunderts. A.A. Kondratjews Roman „An den Ufern der Jarynja“
- Pushkin i Goldsmit v kontekste russkoi Goldsmithian’y: (k postanovke voprosa). Wien, 1992. 222 S. (Wiener Slawistischer Almanach, Sonderb. 29), Online
  - Puschkin und Goldsmith im Kontext der russischen Goldsmithiana (zur Fragestellung)
- Truzhenichestvo vo Khriste (tvorcheskoe sobiranie dushi i dukhovnoe trezvenie). 1. Russian literature. XXXIII: Special issue. Amsterdam, 1993. 160 S.
  - Arbeit in Christus (schöpferische Sammlung der Seele und geistliche Nepsis)
- Enei — chelovek sud'by: (k «sredizemnomorskoi» personologii). M.: Radiks, 1993. Ch. 1. — 195 S.
  - Aeneas – Mensch des Schicksals: (zu einer „mediterranen“ Personologie)
- «Bednaya Liza» Karamzina: Opyt prochteniya: K dvukhsotletiyu so dnya vykhoda v svet. Moskva: RGGU, 1995. — 511 S.
  - Karamsins „Arme Lisa“: Versuch einer Lektüre: Zum zweihundertjährigen Erscheinen
- Svyatost' i svyatye v russkoi dukhovnoi kul'ture. Moskva: Shk. «Yazyki rus. kul'tury», 1995–1998.
  - T. 1: Pervyi vek khristianstva na Rusi . 875 S.
  - T. 2: Tri veka khristianstva na Rusi (XII—XIV vv.): Pamyat' o Prepodobnom Sergii: I. Shmelev — «Bogomol'e». 863 S.
    - Heiligkeit und Heilige in der russischen geistlichen Kultur
      - Band 1: Das erste Jahrhundert des Christentums in der Rus
      - Band 2: Drei Jahrhunderte Christentum in der Rus
- O «blokovskom sloe» v romane A.Belogo «Serebryanyi golub'». Amsterdam, 1996. 230 S.
  - Über die „Blok-Schicht“ in Andei Belys Roman „Die silberne Taube“
- Drevneindiiskaya drama Shudraki «Glinyanaya povozka»: Priglashenie k medlennomu chteniyu. — Moskva: Nauka, 1998. — 414 S. ISBN 5-900241-48-3.
  - Das altindische Śūdraka-Drama „Der Tonwagen“: Einladung zu einer langsamen Lektüre
- Predystoriya literatury u slavyan: Opyt rekonstruktsii: Vvedenie k kursu istorii slavyanskikh literatur / V. N. Toporov; Ros. gos. gumanitar. un-t, In-t vyssh. gumanit. issled. — Moskva: [b. i.], 1998. — 319 S. — ISBN 5-7281-0171-2
  - Die Vorgeschichte der Literatur bei den Slawen: Versuch einer Rekonstruktion: Einführung zum Kurs der Geschichte der slawischen Literaturen
- Strannyi Turgenev: Chetyre glavy. Moskva, 1998. — 188 S.
  - Der seltsame Turgenjew: Vier Kapitel
- Nachalo litovskoi pis'mennosti: Martinas Mazhvidas v kontekste ego vremeni: (k 450-letiyu so dnya vykhoda v svet pervoi litovskoi knigi). — [Dop. i ispr. izd.]. — [Vilnius]: Baltos lankos; Moskva: Dom Yurgisa Baltrushaitisa, cop. 2001. — 117 S.
  - Der Beginn des litauischen Schrifttums: Martynas Mažvydas im Kontext seiner Zeit (zum 450-jährigen Jubiläum des Erscheinens des ersten litauischen Buchs)
- Iz istorii peterburgskogo apollinizma: ego zolotye dni i krushenie / V. N. Toporov; [Ros. gos. gumanitar. un-t, In-t vyssh. gumanitar. issled., Tsentr tipologii i semiotiki fol'klora]. — Moskva: OGI, 2004. — 259 S. — (Natsiya i kul'tura / Novye issledovaniya. Istoriya kul'tury). — 3000 ekz. — ISBN 5-94282-129-1
  - Aus der Geschichte des Petersburger Apollinismus: Seine goldenen Tage und sein Niedergang